# Channel Africa
Channel Africa (en français : Canal Afrique) est le service radiophonique de diffusion international de la South African Broadcasting Corporation, la société publique de télécommunications d'Afrique du Sud. Il émet par satellite et internet. Ses programmes ont pour thèmes l’information, la culture, les sports, et plus généralement tout ce qui concerne l’Afrique du Sud ou le continent africain.

## Histoire

### Radio RSA
À l’origine de Channel Africa se trouve Radio RSA: The Voice of South Africa, service de diffusion internationale de programmes radiophoniques de la République d’Afrique du Sud. Son lancement a lieu le 1er mai 1966. La station diffuse alors des programmes d’information et d’opinion qui font souvent de la propagande pour défendre l’apartheid et attaquer le Congrès national africain (ANC), un parti opposé à celui-ci.

### Channel Africa
En 1992, avec la fin du régime de discrimination envers les noirs et l’élection de l’ANC au gouvernement, Radio RSA est renommé Channel Africa. Depuis, la station s’est engagée dans un redéfinition de ses valeurs et soutient les valeurs démocratiques qui ont cours dans le pays depuis la fin de la ségrégation.

## Programmes
Les émissions de Channel Africa sont offertes en plusieurs langues, soit en chinchewa, lozi, swahili, anglais, français et portugais.
Channel Africa émet par satellite et internet, ainsi que par World Radio Network. La diffusion par satellite se fait par PAS 10 et est accessible grâce aux décodeurs SENTECH. La couverture par satellite vise surtout l’Afrique subsaharienne, bien qu’il soit possible de capter la station jusqu’à Londres. La couverture du reste du monde est assurée par internet.
Jusqu'en 2019, Channel Africa émettait également par ondes courtes. En effet, la compagnie sud-africaine Sentech annonce fermer sa station de transmission de Meyerton en mars 2019, causant ainsi la fin du service par ondes courtes de Channel Africa qui se servait de cette station pour toute la diffusion faite de cette manière. 
La couverture par ondes courtes concernait particulièrement le Sud, l'Est, le Centre et l'Ouest de l'Afrique.